# 弗洛代格島

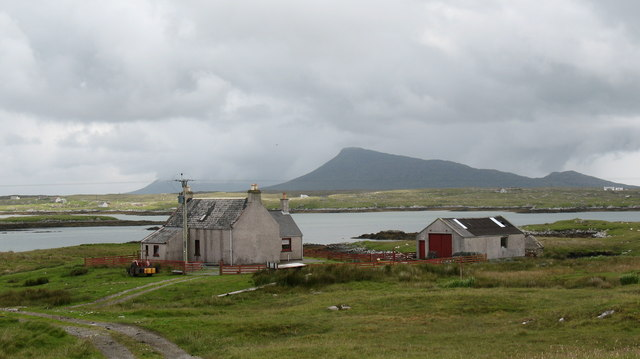

弗洛代格島是蘇格蘭的島嶼，位於本貝丘拉島以北的大西洋海域，屬於外赫布里底群島的一部分，面積1.45平方公里，最高點海拔高度20米，2001年人口僅11人。
57°28′43″N 7°15′44″W / 57.47861°N 7.26222°W